# マム族
マム族（マムぞく、Mam）は、マヤ人の民族のひとつで、主にグアテマラ西部高地のサン・マルコス県、ケツァルテナンゴ県、ウェウェテナンゴ県などに住む。メキシコのチアパス州にも住む。マヤ語族のマム語を話す。

## 分布
2011年の調査でマム族はグアテマラ全人口の5.2パーセントを占める。県別でマム族の比率が高いのはサン・マルコス県（27.5%）、ケツァルテナンゴ県（23.2%、ただしキチェ族の方が多い）、ウェウェテナンゴ県（18.3%）である。
メキシコではグアテマラに隣接するチアパス州のソコヌスコ地域に分布する。

## 歴史
クチュマタネス山脈の麓、標高1940メートルのサクレウ遺跡は古典期からある要塞都市で、マム族の中心都市と伝えられる。15世紀なかばにキチェ族に征服された。1525年にスペインのゴンサロ・デ・アルバラード（ペドロ・デ・アルバラードの兄）によって征服された。
スペイン人は先住民を奴隷化するエンコミエンダ制を敷き、またキリスト教に改宗させた。しかしマム族の住む土地は辺境で資源に乏しかったためにスペイン人の興味を引かず、比較的放置に近い状態にあった。
1860年代にコーヒー栽培のための労働力が必要とされるようになり、先住民はプランテーションの労働者として送りこまれるようになった。
1950年代以降マム人の生活には家電がはいりこみ、近代化された。道路も整備され、1970年代にはパンアメリカンハイウェイが開通した。生活の向上によってマム族の人口は急増した一方で、伝統的な自給生活、社会秩序および信仰は崩壊した。
グアテマラ内戦中の1979年から1983年にかけて、左翼ゲリラ側が貧しい北方のマム族やイシル族の参加を強要すると、グアテマラ軍は民族浄化に近い激しさで先住民を虐殺した。マム族内部でも左翼シンパや政府のスパイなどの名目で互いに攻撃しあった。暴力の蔓延と経済の崩壊により、多くのマム族とイシル族はメキシコの難民キャンプに逃がれた。